# Thierville
Thierville és un municipi francès situat al departament de l'Eure i a la regió de Normandia. L'any 2007 tenia 280 habitants.

## Demografia

### Població
El 2007 la població de fet de Thierville era de 280 persones. Hi havia 106 famílies de les quals 12 eren unipersonals (12 homes vivint sols), 55 parelles sense fills i 39 parelles amb fills.
La població ha evolucionat segons el següent gràfic:
Habitants censats

### Habitatges
El 2007 hi havia 138 habitatges, 105 eren l'habitatge principal de la família i 33 eren segones residències. Tots els 135 habitatges eren cases. Dels 105 habitatges principals, 88 estaven ocupats pels seus propietaris, 13 estaven llogats i ocupats pels llogaters i 5 estaven cedits a títol gratuït; 2 tenien dues cambres, 5 en tenien tres, 29 en tenien quatre i 69 en tenien cinc o més. 86 habitatges disposaven pel capbaix d'una plaça de pàrquing. A 42 habitatges hi havia un automòbil i a 60 n'hi havia dos o més.

### Piràmide de població
La piràmide de població per edats i sexe el 2009 era:
| Homes | Edats   | Dones |
| ----- | ------- | ----- |
| 0     | 95 o +  | 0     |
| 0     | 90 a 94 | 0     |
| 0     | 85 a 89 | 4     |
| 0     | 80 a 84 | 0     |
| 8     | 75 a 79 | 0     |
| 4     | 70 a 74 | 4     |
| 4     | 65 a 69 | 8     |
| 4     | 60 a 64 | 8     |
| 12    | 55 a 59 | 4     |
| 8     | 50 a 54 | 16    |
| 4     | 45 a 49 | 12    |
| 16    | 40 a 44 | 28    |
| 12    | 35 a 39 | 0     |
| 8     | 30 a 34 | 8     |
| 0     | 25 a 29 | 4     |
| 16    | 20 a 24 | 0     |
| 20    | 15 a 19 | 8     |
| 12    | 10 a 14 | 8     |
| 8     | 5 a 9   | 4     |
| 4     | 0 a 4   | 4     |

## Economia
El 2007 la població en edat de treballar era de 180 persones, 126 eren actives i 54 eren inactives. De les 126 persones actives 116 estaven ocupades (64 homes i 52 dones) i 10 estaven aturades (5 homes i 5 dones). De les 54 persones inactives 24 estaven jubilades, 11 estaven estudiant i 19 estaven classificades com a «altres inactius».

### Ingressos
El 2009 a Thierville hi havia 110 unitats fiscals que integraven 297 persones, la mediana anual d'ingressos fiscals per persona era de 17.584 €.

### Activitats econòmiques
Dels 6 establiments que hi havia el 2007, 2 eren d'empreses de construcció, 1 d'una empresa d'hostatgeria i restauració, 2 d'empreses de serveis i 1 d'una empresa classificada com a «altres activitats de serveis».
Dels 2 establiments de servei als particulars que hi havia el 2009, 1 era una fusteria i 1 lampisteria.
L'any 2000 a Thierville hi havia 15 explotacions agrícoles que ocupaven un total de 762 hectàrees.

## Poblacions més properes
El següent diagrama mostra les poblacions més properes.